# Łękno (jezioro)
Łękno – jezioro w woj. wielkopolskim, w powiecie średzkim, w gminie Zaniemyśl o powierzchni ok. 21 hektarów i maksymalnej głębokości 5 metrów.
Nad jeziorem leży wieś Łękno.